# Râul Râșcuța
Râul Râșcuța este un curs de apă, afluent al râului Râșca. Râul se formeaza la confluența brațelor Chițigăile și Dâmbovița. Cadastrul apelor consideră că Chițigăile constituie brațul principal

## Hărți
- Harta județului Suceava